# Louis Julius Lekai
Louis Julius Lekai OCist (* 4. Februar 1916 in Budapest; † 1. Juli 1994 in Irving (Texas)) war ein US-amerikanischer Zisterziensermönch, Hochschullehrer und Ordenshistoriker ungarischer Herkunft.

## Leben und Werk
Gyula Lékai  besuchte  das Zisterziensergymnasium in Budapest (Budai-Ciszterci-Szent Imre-Gymnasium) und trat 1934 in das Kloster Zirc ein. 1941 wurde er zum Priester geweiht und 1942 an der Universität Budapest promoviert mit der Dissertation  A Magyar Történetirás, 1790–1830 [Ungarische Geschichtsschreibung 1790–1830] (Budapest  1942). Danach unterrichtete er bis 1947 am Zisterziensergymnasium (Gárdonyi Géza Ciszterci Gimnázium) in Eger (Ungarn) und lehrte Geschichte an der juristischen Fakultät der Károly-Eszterházy-Hochschule Eger (1943–1944). Während des Zweiten Weltkriegs war er Feldgeistlicher der ungarischen Armee. Im Oktober 1947 floh er in die Vereinigten Staaten von Amerika und war ab 1953 US-amerikanischer Staatsbürger.
In den Vereinigten Staaten lebte Lekai zuerst im Kloster Our Lady of Spring Bank in Wisconsin, ab 1953 in Buffalo und ab 1955 im Kloster Our Lady of Dallas in Dallas (dort von 1969 bis 1976 auch Prior). Er war von 1952 bis 1956 Assistant Professor für Geschichte am Canisius College in Buffalo, von 1956 bis 1958 Associate Professor für Geschichte und von 1958 bis 1986 ordentlicher Professor an der University of Dallas.
Lekai setzte mit seinen Publikationen Akzente auf bislang unterbeleuchtete Kapitel der Zisterzienserforschung; er ließ sich nicht auf klischeehafte Verallgemeinerung ein, etwa dass die französischen Klöster im Barock und vor der Revolution dekadent gewesen wären, oder dass Zisterziensermönche nicht in Großstädten gewirkt haben sollen. Vereinfachte Stereotype baute er mit Quellenforschung ab. Er war mit französischen Archivalien der Frühen Neuzeit besonders vertraut. Sein Schicksal als Flüchtling zwang ihn, viele Sprachen zu lernen, so dass er einen breiten Überblick über die Ordensgeschichtsforschung in allen wichtigen Sprachen beherrschte; seine Universalgeschichte des Ordens (mit dem für seinen Ansatz typischen Untertitel Ideals and Reality) galt über Jahrzehnte als Standardwerk und wurde wiederholt übersetzt und neu aufgelegt.
Ein 1981 erlittener Schlaganfall versetzte ihn bis zu seinem Lebensende in den Krankenstand und machte weitere Forschung unmöglich.

## Werke
- The White Monks. A History of the Cistercian Order, Okauchee, Wisconsin, Our Lady of Spring Bank, 1953
  - Les moines blancs. Histoire de l’ordre cistercien, Paris, Editions du Seuil, 1957 (übersetzt vom Kloster Sainte Marie de  Boulaur)
  - Geschichte und Wirken der Weißen Mönche. Der Orden der Cistercienser, hrsg. von Ambrosius Schneider (1911–2002), Köln, Wienand, 1958
- Moral and Material Status of French Cistercian Abbeys in the Seventeenth Century, in: Analecta  Cisterciensia 19, 1963, S. 199–266
- Cistercian Monasteries and the French Episcopate on the Eve of the Revolution, in: Analecta  Cisterciensia 23, 1967, S. 66–114, 179–225
- The Rise of the Cistercian Strict Observance in Seventeenth Century France, Washington, D.C., The Catholic University of America Press, 1968
- The Cistercians. Ideals and Reality, [Kent, Ohio], The Kent State University Press, 1977
  - De orde van Cîteaux. Cisterciënsers en Trappisten. Idealen en werkelijkheid, Achel, Abdij, 1980
  - Los Cistercienses. Ideales y realidad, Barcelona, Herder, 1987
  - I cistercensi. Ideali e realtá, Florenz, Certosa, Monaci cisterciensi, 1989
  - Shitō kai shūdōin, Tokio, 1989 (japanisch)

### Über Nicolas Cotheret
- Nicolas Cotheret and His History of the Abbots of Cîteau, in: Cistercians in the Late Middle Ages. Studies in Medieval Cistercian History 6, hrsg. von E. Rozanne Elder, Kalamazoo, Michigan, Cistercian Publications, 1981, S. 70–89 (Cistercian Studies 64)
- Nicolas Cotheret’s Annals of Citeaux. Outlined from the French original, Kalamazoo, Michigan, Cistercian Publications, 1982 (Cistercian Studies 57)
  - Les Annales de Cîteaux de Nicolas Cotheret, in: Analecta Cisterciensia 40, 1984, S. 150–303;  41, 1985, S. 42–315;  42, 1986, S. 265–330

### Über die französischen Zisterzienserkollegien
in: Analecta Cisterciensia 25–28, 1969–1972
- Introduction à l’étude des collèges cisterciens en France avant la Révolution, 25, 1969, S. 145–179
- The Parisian College of Saint Bernard in 1634 and 1635, 25, 1969, S. 180–208
- The Financial Status of the Parisian College of Saint Bernard, 1765 1790, 25, 1969, S. 209–244
- The College of Saint Bernard in Paris on the Eve of the Revolutio, 26, 1970, S. 253–279
- The College of Saint Bernard in Toulouse in the Middle Age, 27, 1971, S. 143–155
- The College of Saint Bernard in Toulouse, 1533– 179, 27, 1971, S. 157–211
- The College of Saint Bernard in Paris in the Sixteenth and Seventeenth Centurie, 28, 1972, S. 167–218

(siehe auch The Cistercian college of Dole in the 17th and 18th centuries, in: Revue bénédictine 83, 1973, S. 436–447)